# Justin Che
Justin Che er en amerikansk fodboldspiller, der spiller som højre back. Han blev født den 18. november 2003 i Richardson, Texas, USA. Che begyndte sin professionelle karriere hos FC Dallas, hvor han skrev under på en kontrakt som "Homegrown Player" i oktober 2020. Han debuterede for FC Dallas i juni 2021 og spillede 15 kampe i 2021-sæsonen. Tidligere havde han også spillet for North Texas SC, FC Dallas' USL League One-hold, hvor han blev udnævnt til All-League First Team i 2020. 
I januar 2021 blev Che udlånt til Bayern München II, hvor han spillede otte kampe. Senere, i januar 2022, blev han udlånt til TSG Hoffenheim, hvor han spillede to kampe for førsteholdet og 24 kampe for andetholdet, Hoffenheim II, i Regionalligaen. 
I juli 2023 blev Che solgt til Brøndby IF i den danske Superliga. Kort efter, i august 2023, blev han udlejet til ADO Den Haag i den næstbedste hollandske række, hvor han spillede 21 kampe i sæsonen 2023–2024. 
I februar 2025 blev Che udlejet til den belgiske klub Patro Eisden Maasmechelen i Challenger Pro League for resten af sæsonen. Denne beslutning blev truffet for at sikre ham mere spilletid, da der var stor konkurrence om pladserne i Brøndbys forsvar. 
På landsholdsplan har Che repræsenteret USA's U20-landshold, hvor han har opnået 10 kampe og scoret ét mål. Han deltog også i FIFA U-20 VM i 2023, hvor USA nåede kvartfinalen. 
Che har en multikulturel baggrund med en far fra Cameroun og en mor med tysk-russisk oprindelse. Han har både amerikansk og tysk statsborgerskab og er dermed berettiget til at repræsentere USA, Tyskland, Cameroun eller Rusland på landsholdsniveau. 
Selvom Che endnu ikke har spillet en officiel kamp for Brøndby IF's førstehold, er han stadig en del af klubbens planer, og hans kontrakt løber til sommeren 2026.